# Ситисько
Си́тисько — село в Україні, у Баранівській міській громаді Звягельського району Житомирської області. Населення становить 95 осіб.

## Географія
Село розташоване на правому березі річки Свинобички

## Історія
27 липня 2016 року село увійшло до складу новоствореної Баранівської міської територіальної громади Баранівського району Житомирської області. Від 19 липня 2020 року, разом з громадою, в складі новоствореного Новоград-Волинського (згодом — Звягельський) району Житомирської області.

## Населення

### Мова
Розподіл населення за рідною мовою за даними перепису 2001 року:
| Мова       | Відсоток |
| ---------- | -------- |
| українська | 100%     |